# Station Jaźwiny
Station Osieck is een spoorwegstation in de Poolse plaats Jaźwiny.